# Анненков Михайло Миколайович
Михайло Миколайович Анненков (1835—1899) — російський генерал.

## ПоміщикЛебединськогоповіту
Володар маєтку в с. Боброве він дослужився до чину генерала від інфантерії, був членом Військової ради Російської імперії, керував будівництвом Закаспійської залізниці в пустелях Середньої Азії.
Виховувався у Пажеському корпусі, який закінчив 1853 року. Від 1857 навчався в Академії Генерального штабу. 1863 року брав участь у придушенні Польського повстання. За службу отримав чин полковника і був призначений флігель-ад'ютантом.

### Роботи поміщика
У 1867 році надрукував ряд статей у «Військовому збірнику» про використання залізниць у військовій справі, які дуже зацікавили керівників держави. В 1869 році одержав чин генерал-майора, призначений завідувачем пересування військ по усіх залізницях Росії. В 1871 році, під час франко-пруської війни, був посланий в пруську армію з метою ознайомитися з досвідом ведення війни. Повернувшись з відрядження, видав брошуру «Замітки та враження російського офіцера».
В 1875 році подав записку про стан та силу залізниць Росії. Невтомно й уміло організовував залізничні перевозки під час російсько-турецької війни 1877—1878 р.р. Чин генерал- лейтенанта присвоєно 1 січня 1879 року.
Під час завоювання російськими військами Туркменії був поранений 18 грудня 1880 року: куля пробила йому руку.
У 1886-87 роках завідував будівництвом Самаркандської дільниці Закаспійської залізниці, яка була відкрита 15 травня 1888 р. В цьому ж році призначений управляючим цієї залізниці. її побудова обійшлася казні в 43 мільйони карбованців, кожна її верста — в 32000 золотих карбованців. Але це було досить дешево, якщо враховувати важкі умови праці на гарячих пісках пустелі, швидкість прокладки і високу якість робіт. У Західній Європі в свій час високо оцінювали будівництво Закаспійської залізниці, порівнюючи її стратегічне значення із будівництвом Суєцького каналу.

### Голодомор
Під час голоду 1891—1892 років Михайла Анненкова поставили на чолі тимчасового особливого управління громадськими роботами, розпочатими урядом для допомоги населенню, яке постраждало від неврожаю.

### Маєток поміщика
Маєток в с. Боброве він одержав у спадок від своєї матері Віри Іванівни Анненкової. Було тут у нього 1000 десятин орної землі. Він збудував триповерховий дерев'яний водяний млин на річці Псел і великий цегляний будинок з колонами і різними надбудовами. Зберігалось у ньому багато творів живопису, графіки, порцеляни та фаянсу. В середині будинку розміщався великий і високий зал з балконом для публіки. Біля входу в будинок знаходилися два мармурові скульптурні леви, перед будинком — красиві ажурні ворота, за воротами — круг з бузком, клумби з квітами, особливо багато було білих півоній. У дворі біля будинку росло багато великих лип. Після революції, у 20-30-ті роки, тут розміщався дитячий будинок, потім будинок для престарілих. Невдовзі після війни колишній будинок Анненкових розібрали, а цеглу з нього пустили на спорудження колгоспного свинарника.

### Доньки Аннекнова
Дві доньки Михайла Анненкова, Марія та Віра, після смерті батька успадкували маєток «Боброве». Вони були фрейлинами останньої російської імператриці Олександри Федорівни. Заміж не виходили, дітей у них не було. Після революції 1917 р. емігрували у Францію. Марія Михайлівна померла в Парижі в 1942 році. Через двадцять років в будинку для престарілих на околиці французької столиці пішла з життя і Віра Михайлівна. Вони забрали з собою віддруковані на друкарській машинці російською мовою мемуари своєї бабусі Віри Іванівни Анненкової об ємом 700 сторінок під назвою «Правда и только правда».